# Olga Jakhel Dergan
Olga Jakhel Dergan, slovenska uradnica, * 9. marec 1944.
Bila je svetovalka predsednika Slovenije Milana Kučana.

## Odlikovanja in nagrade
Leta 2000 je prejela častni znak svobode Republike Slovenije z naslednjo utemeljitvijo: »za požrtvovalno delo v dobro slovenske države«.